# Comuna Horodîșce, Kozova
Horodîșce (în ucraineană Городище) este o comună în raionul Kozova, regiunea Ternopil, Ucraina, formată din satele Horbî, Horodîșce (reședința) și Mlînți.

## Demografie
Componența lingvistică a comunei Horodîșce
     Ucraineană (99,57%)
     Alte limbi (0,35%)
Conform recensământului din 2001, majoritatea populației comunei Horodîșce era vorbitoare de ucraineană (99,57%), existând în minoritate și vorbitori de alte limbi.